# Urto fra corpi rigidi
In meccanica classica un urto oltre che avvenire fra punti materiali può anche avvenire fra corpi rigidi e fra punti materiali e corpi rigidi. Le considerazioni in più rispetto ad un urto fra punti materiali vanno fatte poiché, oltre l'energia e la quantità di moto, si può conservare anche il momento angolare. Quest'ultimo può essere variato dall'impulso angolare che è impresso al corpo rigido nel momento in cui riceve un impulso per il teorema dell'impulso angolare. Se l'impulso è dato in direzione del polo non ci sarà variazione del momento angolare dato che l'impulso angolare è {\displaystyle \Delta \mathbf {L} =\mathbf {r} \times \Delta \mathbf {p} } dove {\displaystyle \mathbf {r} } è la posizione del punto di impatto rispetto al polo e {\displaystyle \Delta \mathbf {p} } è l'impulso: per il prodotto vettoriale se sono sulla stessa retta il seno dell'angolo è nullo così che non vi sia variazione di momento angolare nel sistema. 
Un urto che interessa corpi rigidi può determinare diverse conseguenze:
- I due corpi rimangono a contatto e quindi proseguono assieme, a questo punto la loro energia non si conserva perché si disperde in energia di deformazione ma la quantità di moto complessiva del sistema rimane invariata. Anche il momento angolare non cambia.

- Un corpo rigido che riceve un impulso acquista una quantità di moto pari al prodotto fra la massa totale e la velocità del centro di massa. In più acquista un impulso angolare che determina la variazione del momento angolare e quindi mette tutti i punti del corpo in rotazione con una certa velocità angolare (Teorema dell'impulso angolare) intorno al centro di massa.

- Un altro caso è dato dal fatto che il corpo in movimento si impernia in un punto. In questo caso l'impulso che il corpo riceve è anche angolare e dunque viene variato il momento angolare complessivo che nel mentre si era conservato in assenza di forze esterne. Allora il momento angolare iniziale (dato dal prodotto vettoriale dalla distanza da un polo e dalla sua quantità di moto) più il momento angolare dato dall'impulso angolare, devono dare una velocità angolare al corpo che gli permetta di ruotare intorno all'asse di rotazione (perno). Se l'energia cinetica data dalla rotazione intorno a quel punto è sufficiente a fare in modo che il centro di massa superi la verticale passante per il punto di rotazione allora il corpo si ribalterà. Infatti deve esserci tanta energia cinetica quanta da coprire la differenza di energia potenziale fra la posizione iniziale del centro di massa e quella di equilibrio instabile sulla verticale che precede il ribaltamento.

- Un caso simile al precedente può essere quello di un corpo rigido o di un punto materiale che urta un corpo fermo già imperniato. In questo caso si conserva il momento angolare del sistema ed il corpo fermo riceve un impulso angolare che lo mette in rotazione. L'energia del sistema non si conserva dopo l'urto.

- Un urto di un corpo che rotola e di una superficie ad alto coefficiente di attrito che lo porta nella condizione di rotolamento puro, non conserva energia poiché l'attrito fa sempre lavoro che non dipende dal coefficiente d'attrito. Il momento angolare rispetto ad un polo si conserva sempre. Nel caso in cui il corpo urtata la superficie vada nel verso opposto con urto elastico allora la variazione della quantità di moto sarà {\displaystyle 2mv} poiché rimane uguale in modulo ma non in verso.